# Vicq-sur-Nahon
Vicq-sur-Nahon és un municipi francès al departament de l'Indre (regió de Centre). L'any 2007 tenia 754 habitants.

## Demografia

### Població
El 2007 la població de fet de Vicq-sur-Nahon era de 754 persones. Hi havia 343 famílies, de les quals 106 eren unipersonals (43 homes vivint sols i 63 dones vivint soles), 134 parelles sense fills, 83 parelles amb fills i 20 famílies monoparentals amb fills. La població ha evolucionat segons el següent gràfic:

### Habitatges
El 2007 hi havia 466 habitatges, 348 eren l'habitatge principal de la família, 80 eren segones residències i 38 estaven desocupats. 460 eren cases i 6 eren apartaments. Dels 348 habitatges principals, 274 estaven ocupats pels seus propietaris, 60 estaven llogats i ocupats pels llogaters i 14 estaven cedits a títol gratuït; 4 tenien una cambra, 26 en tenien dues, 58 en tenien tres, 136 en tenien quatre i 124 en tenien cinc o més. 197 habitatges disposaven pel capbaix d'una plaça de pàrquing. A 176 habitatges hi havia un automòbil i a 130 n'hi havia dos o més.

### Piràmide de població
La piràmide de població per edats i sexe el 2009 era:
| Homes | Edats   | Dones |
| ----- | ------- | ----- |
| 0     | 95 o +  | 0     |
| 0     | 90 a 94 | 4     |
| 12    | 85 a 89 | 20    |
| 0     | 80 a 84 | 4     |
| 32    | 75 a 79 | 40    |
| 44    | 70 a 74 | 36    |
| 36    | 65 a 69 | 44    |
| 16    | 60 a 64 | 12    |
| 28    | 55 a 59 | 40    |
| 32    | 50 a 54 | 8     |
| 20    | 45 a 49 | 24    |
| 16    | 40 a 44 | 28    |
| 24    | 35 a 39 | 24    |
| 12    | 30 a 34 | 28    |
| 12    | 25 a 29 | 12    |
| 24    | 20 a 24 | 0     |
| 20    | 15 a 19 | 8     |
| 20    | 10 a 14 | 12    |
| 12    | 5 a 9   | 28    |
| 20    | 0 a 4   | 12    |

## Economia
El 2007 la població en edat de treballar era de 407 persones, 295 eren actives i 112 eren inactives. De les 295 persones actives 261 estaven ocupades (140 homes i 121 dones) i 34 estaven aturades (16 homes i 18 dones). De les 112 persones inactives 52 estaven jubilades, 18 estaven estudiant i 42 estaven classificades com a «altres inactius».

### Ingressos
El 2009 a Vicq-sur-Nahon hi havia 344 unitats fiscals que integraven 748 persones, la mediana anual d'ingressos fiscals per persona era de 15.943 €.

### Activitats econòmiques
Dels 28 establiments que hi havia el 2007, una era d'una empresa extractiva, dues d'empreses alimentàries, una d'una empresa de fabricació de material elèctric, quatre d'empreses de fabricació d'altres productes industrials, quatre d'empreses de construcció, quatre d'empreses de comerç i reparació d'automòbils, una d'una empresa de transport, una d'una empresa d'hostatgeria i restauració, dues d'empreses financeres, tres d'empreses immobiliàries, tres d'empreses de serveis, una d'una entitat de l'administració pública i una d'una empresa classificada com a «altres activitats de serveis».
Dels 9 establiments de servei als particulars que hi havia el 2009, una era una oficina de correu, un taller de reparació d'automòbils i de material agrícola, dos paletes, una fusteria, una lampisteria, 1 electricista, una perruqueria i una agència immobiliària.
Dels dos establiments comercials que hi havia el 2009, un era una botiga de més de 120 m² i una botiga de menys de 120 m².
L'any 2000 a Vicq-sur-Nahon hi havia 44 explotacions agrícoles que ocupaven un total de 3.003 hectàrees.

## Equipaments sanitaris i escolars
L'únic equipament sanitari que hi havia el 2009 era una farmàcia. El 2009 hi havia una escola elemental integrada dins d'un grup escolar amb les comunes properes formant una escola dispersa.

## Poblacions properes
El següent diagrama mostra les poblacions més properes.